# Вільяфранка-дель-Кампо
Вільяфранка-дель-Кампо (ісп. Villafranca del Campo) — муніципалітет в Іспанії, у складі автономної спільноти Арагон, у провінції Теруель. Населення — 352 особи (2010).
Муніципалітет розташований на відстані близько 200 км на схід від Мадрида, 43 км на північний захід від міста Теруель.

## Демографія
Динаміка населення (INE ):